# نیروهای مسلح جمهوری قزاقستان
نیروهای مسلح جمهوری قزاقستان (قزاقی: Қазақстанның Қарулы Күштері) مجموعه نیروهای نظامی قزاقستان است، که از نیروهای زمینی قزاقستان، نیروی هوایی قزاقستان، نیروی پدافند هوایی قزاقستان و نیروی دریایی قزاقستان تشکیل می‌شود. 